# Xã Pleasant Grove, Quận Mahaska, Iowa
Xã Pleasant Grove (tiếng Anh: Pleasant Grove Township) là một xã thuộc quận Mahaska, tiểu bang Iowa, Hoa Kỳ. Năm 2010, dân số của xã này là 297 người.